# Dranî, Zinkiv
Dranî (în ucraineană Драни) este un sat în comuna Batkî din raionul Zinkiv, regiunea Poltava, Ucraina.

## Demografie
Componența lingvistică a localității Dranî
     Ucraineană (100%)
Conform recensământului din 2001, toată populația localității Dranî era vorbitoare de ucraineană (100%).